# Royal Scaldis Sporting Club
Royal Scaldis Sporting Club, afgekort RSSC, is een Belgische korfbalclub uit Antwerpen. De club werd op 1 april 1920 opgericht en is de oudste korfbalclub van het land. 

## Ontstaan
Willem Swalf wilde het korfbal, na zijn verblijf tijdens de Eerste Wereldoorlog in Nederland waar hij kennismaakte met deze sport, in België vestigen en propageren. De omnisportvereniging Scaldis was bereid dit initiatief te steunen.
In 1919 verscheen in "De Schelde", een Antwerps dagblad dat veel gelezen werd om zijn dagelijkse sportrubriek, een oproep om kennis te maken met korfbal, een gemengde sport die in Nederland veel beoefend werd. Men werd op een zaterdag, in de maand september, om drie uur 's middags in het Nachtegalenpark verwacht. Die dag stortregende het, doch enkele mensen waren present. Er werd afgesproken om de volgende zaterdag terug bijeen te komen. Opnieuw regende het veelvuldig en men besloot de start van het korfbal uit te stellen tot het volgende jaar, in de lente van 1920.
Einde maart verscheen in diezelfde "De Schelde" een bericht dat er op 1 april 's avonds om acht uur in de Lagere Hoofdschool Oudaen de stichtingsvergadering van een korfbalafdeling van Scaldis zou plaatsvinden. Onder andere Fons Janssens en zijn schoolvriend Mathieu Van Daele namen hieraan deel, zij het met de nodige twijfels omdat de datum 1 april ook toen een zekere reputatie had.
Het bleek echter geen aprilgrap en op de vergadering werden W. Bakker als voorzitter en Fik Vereecken als secretaris van het voorlopig bestuur aangesteld. Geen enkele dame was aanwezig op de stichtingsvergadering.
De eerste korfbalvereniging in België was hiermee geboren. Het lidmaatschapsgeld werd op 1 Belgische frank per maand bepaald. Een eerste opdracht aan de leden luidde "dames werven", omdat deze niet aanwezig waren bij de oprichting van de: er moesten vrouwelijke spelers geworven worden.

## Structuur

### Voorzitters
| Periode   | Voorzitter      |
| --------- | --------------- |
| 1920      | W. Bakker       |
| 1920-1921 | L.Demoulin      |
| 1923-1925 | Tensen          |
| 1925-1929 | Vic Vereecken   |
| 1929-1930 | R. Vertongen    |
| 1930-1931 | Fred Oostmeyer  |
| 1931-1965 | Alfons Janssens |

| Periode   | Voorzitter      |
| --------- | --------------- |
| 1965-1972 | Robert Leysen   |
| 1972-1975 | Frans Baele     |
| 1975-1985 | Wim Bauweraerts |
| 1985-1992 | Guy Debucquoy   |
| 1992-1994 | Wim Bauweraerts |
| 1994-1998 | Marc Peeters    |
| 1998-2004 | Wim Bauweraerts |

| Periode    | Voorzitter       |
| ---------- | ---------------- |
| 2004-2009  | Albert Dils      |
| 2009-2012  | Harry Tak        |
| 2012-2015  | Dirk Laureyssens |
| 2015-2018  | Ken Bynoe        |
| 2018-heden | Nico De Strooper |

## Palmares
RSSC werd in haar bestaan tienmaal landskampioen op het veld en vijfmaal in de zaal. In 2012 won de ploeg voor de eerste maal in de clubgeschiedenis de Beker van België.
| Aantal | Titel                    | Editie                                                       |
| ------ | ------------------------ | ------------------------------------------------------------ |
| 10x    | Landskampioen (veld)     | 1922, 1923, 1924, 1925, 1926, 1927, 1930, 1965, 1991 en 2009 |
| 5x     | Landskampioen (zaal)     | 1968, 1969, 1970, 2010 en 2014                               |
| 2x     | Winnaar Beker van België | 2012 en 2013                                                 |

### Individuele prijzen
| Korfballer van het jaar - Wim Verhoeven (1990, 1998 en 2003) - David Peeters (2011, 2014 en 2016) | Korfbalster van het jaar - Paula Bus (1971) - Patty Peeters (2009, 2010, 2013 en 2014) |

## Bekende (ex-)spelers
- Nancy Baele
- Paula Bus
- Paula Ceulemans
- Bart Cleyman
- Marcel Colla[5]
- Alfons Janssens
- Britt Logisse
- David Peeters
- Patty Peeters
- Robert Peeters
- Britt Saey
- Conny Seels
- Patty S'Jongers
- Elke Van den Brandt
- Ben Verburgt
- Wim Verhoeven